# Arbër Hoxha
Arbër Hoxha, né le 8 octobre 1998 à Heidelberg, en Allemagne, est un footballeur international albanais évoluant au poste d'ailier gauche au Dinamo Zagreb.

## Biographie

### En sélection
En 2024, il fait partie des joueurs sélectionnés par Sylvinho pour participer à l'Euro 2024.